# Monuments nationaux de Kiseljak
Cet article recense les monuments nationaux situés sur le territoire de la municipalité de Kiseljak en Bosnie-Herzégovine et dans la fédération de Bosnie-et-Herzégovine. La liste établie par la Commission pour la protection des monuments nationaux compte 2 monuments nationaux inscrits sur la liste principale et 1 monument inscrit sur une liste provisoire.

## Monuments nationaux
| Monument                          | Localité   | Géolocalisation | Datation                                  | Commentaire éventuel                                                                                                  | Photo |
| --------------------------------- | ---------- | --------------- | ----------------------------------------- | --- | ----- |
| Site historique de Podastinje     | Podastinje |                 | Préhistoire, Antiquité tardive, Moyen Âge | Fortifications préhistoriques et de l'Antiquité tardive, vestiges de l'église Sainte-Lucie, nécropoles avec 85 stećci |       |
| Nécropole de Zabrđe et de Toplica | Zabrđe     |                 | Moyen Âge                                 | Avec des stećci |       |